# Miobunus mainae
Miobunus mainae is een hooiwagen uit de familie Triaenonychidae.